# Neue Politik
Die Neue Politik war eine marxistisch-leninistisch inspirierte Streitschrift zum Zweck der ideologischen Auseinandersetzung gegen den Revisionismus in der Kommunistischen Partei Österreichs (KPÖ) in den Jahren 1969 bis 1970.

## Funktion und Geschichte
Die im monatlichen Zyklus erscheinende KPÖ-interne Streitschrift Neue Politik wurde vom Juni 1969 bis in den Jänner 1970 publiziert und vor allem im Abonnement unter den Mitgliedern der KPÖ vertrieben. In insgesamt sechs Ausgaben dieser Zeitschrift, die im Schnitt 24 Seiten umfasste, wurden in zahlreichen Artikel zu innenpolitischen Themen und die internationale Politik betreffend eigenständige, marxistische Standpunkte formuliert. In einigen wenigen, dafür aber sehr pointierten Beiträgen von Ernst Wimmer und Walter Hollitscher wurde die politisch-revisionistische Strömung, die von Ernst Fischer entwickelt und Franz Marek gefördert wurde und die die Liquidation der KPÖ als eigenständige kommunistische Partei zum Ziel hatte, scharf angegriffen und ihr eine marxistisch-leninistische Position entgegengehalten, die den Erhalt und die Weiterentwicklung der KPÖ als revolutionäre Partei der Arbeiterklasse argumentierte und auch forderte. Als Eigentümer, Herausgeber und Verleger der Neuen Politik zeichneten Walter Hollitscher, Ernst Wimmer und Heinz Zaslawski, für den Inhalt Otto Janecek verantwortlich. Die überwiegende Mehrheit der aktiven Betreiber der Neuen Politik kamen aus der Redaktion des Zentralorgans der KPÖ, der Tageszeitung Volksstimme. Die Neue Politik wurde von insgesamt 41 ZK-Mitgliedern, zahlreichen weiteren Funktionären und Aktivisten sowie von Gewerkschaftsfunktionären unterstützt. Erwin Scharf, einer der wohl namhaftesten kommunistischen Politiker in der österreichischen Nachkriegspolitik und Mitglied des Politbüros der Kommunistischen Partei Österreichs und in dieser Zeit auch Chefredakteur der Tageszeitung Volksstimme, begrüßte diese Initiative einer „kommunistischen Streitschrift“ in der ersten Ausgabe der Neuen Politik mit einem Artikel unter dem Titel, „Zum Geleit, …“. Das Erscheinen der „Neuen Politik“ war auch eine publizistische Antwort auf die Tatsache, dass das ursprünglich als kulturpolitisches Organ der KPÖ publizierte „Tagebuch“ in den Händen der Revisionisten ein Organ der ständigen Polemik gegen die Beschlüsse der Partei und seit dem 20. Parteitag gegen die Existenz der KPÖ verwandelt wurde. Die Forderung von Fischer und Marek nach „ideologischer Koexistenz“ und der Schaffung einer „Neuen Linken“ implizierte die Aufgabe der Selbstständigkeit der KPÖ als eigenständige Partei der Arbeiterklasse. Die Neue Politik hingegen verstand sich als Organ, das die unerlässliche ideologische Auseinandersetzung um die Frage der Eigenständigkeit der KPÖ zu führen hatte.
Die überwiegende Mehrheit der in dieser politisch-ideologisch-publizistischen Maßnahme aktiven und erfolgreichen Kommunisten repräsentierte in weiterer Folge der politischen Entwicklung der KPÖ deren neue Führung für die folgenden 20 Jahre bis zum 28. Parteitag 1991. Die Neue Politik ist für die Geschichte der KPÖ wie auch darüber hinaus z. B. die österreichische Parteiengeschichte und die Geschichte der kommunistischen und Arbeiterbewegung von markanter und historischer und somit von erwähnenswerter Bedeutung. Die politisch-ideologische Entwicklung der 1990er Jahre rund um Michail Gorbatschows als revisionistisch und konterrevolutionär beurteilte Politik der Perestroika löste abermals einen Richtungsstreit in der KPÖ über die Frage der Notwendigkeit einer eigenständigen, revolutionären Partei der Arbeiterklasse aus. In dieser innerparteilichen, politisch-ideologischen Auseinandersetzung knüpfte eine neuerlich erscheinende parteiinterne Streitschrift mit dem Namen Neue Volksstimme an die politische Rolle der Neuen Politik traditionsbewusst an.

## Kollegium – Proponenten
Georg Fuchs, Franz Hager, Erich Hofbauer, Anton Hofer, Hans Kaes, Herbert Kandel, Franz Leitner, Alfred Matzinger, Alois Peter, Otto Podolsky, Heinrich Praxmarer, Josef Progsch, Eduard Rabofsky, Karl Russheim, Thomas Schönfeld, Max Thum, Josef Wodratzka und Friedl Zizlavsky.

## Redaktion
Bruno Furch, Walter Hollitscher, Otto Janecek, Ernst Wimmer, Hans Wolker, Heinz Zaslawski.

## Weitere Autoren
Volker Braun, Felix Falk, Bruno Frei, Georg Fuchs, Elvira Högelmann-Ledwohn, Ernst Hofer, Dieter Klein, Georg Knepler, Jürgen Kuczynski, Franz Ott, Otto Podolsky, R. Owinnikow, Eduard Rabofsky, Thomas Schönfeld, Caspar Schirmeister, Erwin Scharf, Fred Schmid, Eckart Spoo, F.H. Wend, Arthur West.